# Vincent Cobos
Vincent Cobos est un footballeur français, né le 4 mars 1965 à Strasbourg, Alsace. 
Il évolue au poste de défenseur central, notamment au RC Strasbourg, où il joue pendant dix saisons. 
Il est le frère de José Cobos, formé également à Strasbourg.

## Biographie
Vincent Cobos commence sa formation au RC Strasbourg. Il y passe dix années en tant que joueur professionnel, dont deux en tant que capitaine avant de rejoindre Épinal en 1991 où il termine sa carrière de footballeur.
Il dispute 83 matchs en Division 1 avec le RC Strasbourg. Il inscrit un but en Ligue 1 face à Caen en 1989. Il est capitaine du club alsacien de 1989 à 1991.
Après sa carrière de joueur, il entraîne pendant deux saisons le club de Saint-Tropez, en Division d'Honneur régionale.

## Palmarès
- Champion de France de Division 2 en 1988 avec le Racing Club de Strasbourg